# 佩鲁贾外国人大学
佩鲁贾外国人大学（義大利語：Università per stranieri di Perugia），是此一所创办于1921年的公立大學，位于意大利中部城市佩鲁贾，以教授意大利语和传播意大利文化和文明為辦學傳統。它是義大利兩所主要面向外國人的大學之一（另一所為錫耶納外國人大學）。

## 學校概況
佩鲁贾外国人大学是意大利资格最古老的教授意大利语和传播意大利文化和文明的高等学校。辦學宗旨是促进意大利语言和文化在世界各国的传播，增进各國人士和文化之间在此相互了解，并因此有“意大利对外交流使者”的美誉。

## 专业设置

### 意大利语言文化课程
- 初级班（A1/A2）
- 中级班（B1/B2）
- 高级班（C1/C1+/C2）

### 本科
- 国际传播
- 广告技巧
- 意大利语与文化
- 意大利语与文化传播
- 公共关系中的意大利语与文化。

### 硕士
- 意大利语言与文化
- 国际关系中的传播体系
- 广告传播与战略设计
- 社会与广告传播